# Pierre Delanoë
Pierre Delanoë, nascido Pierre Leroyer (16 de dezembro de 1918 - 27 de dezembro de 2006) foi um compositor francês que escreveu letras para dezenas de intérpretes, como Édith Piaf, Charles Aznavour e Johnny Hallyday.

## Carreira
Delanoë estudou o Direito e trabalhou como inspetor de impostos. No pós-Guerra, ele encontrou Gilbert Bécaud e entrou na carreira de compositor. Alguns dos principais cantores franceses tiveram em seu repertório obras de Delanoë, como Michel Sardou, Nicole Rieu e Joe Dassin.
Delanoë motivou controvérsia, ao afirmar, em julho de 2006, que a música rap é "uma forma de expressão de pessoas primitivas".
Delanoë morreu em dezembro de 2006 de parada cardíaca.